# M&S Bank Arena
M&S Bank Arena är en multifunktionell inomhusarena i Liverpool. Den har en kapacitet på 11 000. Arenan var värdarena för Eurovision Song Contest 2023.